# 蟻田功
蟻田 功（ありた いさお、1926年5月15日 - 2023年3月17日）は、日本の医学者。天然痘の撲滅に尽力した。

## 来歴
熊本県熊本市生まれ。旧制熊本中学、熊本医科大学（現・熊本大学医学部）卒業。
臨床医を経て、1950年に厚生省（現・厚生労働省）に医系技官として入省した。
1962年からWHOアフリカ事務局員としてリベリアに赴任し、天然痘の対策に尽力した。
1977年にはWHOの世界天然痘根絶対策本部長に就任。最後の流行地ソマリアでは紛争の中ワクチン接種を続け、1980年の天然痘根絶宣言につなげた。
1985年に帰国後、国立熊本病院（現・国立病院機構熊本医療センター）院長に就いた。
1988年に日本国際賞を受賞している。
1990年、財団法人国際保健医療交流センターを設立、同名誉理事長。
2023年3月17日、熊本市内の高齢者施設にて老衰のため死去。96歳没。

## 著書
- 天然痘根絶ターゲット・0、毎日新聞社、1979年
- 「外」の世界、熊本日日新聞社、1997年 ISBN 978-4877550035
- 地球上から天然痘が消えた日―国際医療協力の勝利、あすなろ書房、1991年 ISBN 978-4751516126
- 蟻田功 「法によるジフテリア予防接種の行政効果に関する研究」 熊本大学に提出した学位論文 昭和32年8月1日 博士論文書誌データベースによる

## 主要論文・寄稿文
- 蟻田功、「天然痘の根絶」『ウイルス』 1993年 43巻 1号 p.1-11, doi:10.2222/jsv.43.1
- 蟻田功、「人類と感染症-その将来の根絶戦略について」『日本輸血学会雑誌』 1997年 43 巻 2 号 175a, doi:10.3925/jjtc1958.43.175a
- 蟻田功、「疾病根絶対策と私（上） 連載 世界の公衆衛生に貢献した日本人先駆者たち―次世代へのメッセージ・3」『公衆衛生』 2003年6月 67巻6号 p.472-475, NAID 40005843806, doi:10.11477/mf.1401100894 （有償閲覧）
- 蟻田功、「疾病根絶対策と私（下）連載 世界の公衆衛生に貢献した日本人先駆者たち－次世代へのメッセージ・4」『公衆衛生』 2003年7月 67巻7号 p.561-564, ,NAID 40005863672, doi:10.11477/mf.1401100917 （有償閲覧）
- 蟻田功「赤痢の統計資料」『公衆衛生』第16巻第2号、医学書院、1954年8月、49-59頁、ISSN 03685187、NAID 40017772285。
- 蟻田功「我が国における予防接種の現況」『日本公衆衛生雑誌』第2巻第1号、日本公衆衛生学会、1955年1月、ISSN 05461766、NAID 40018298144。
- 蟻田功「予防注射の話」『健康保険』第14巻第2号、健康保険組合連合会、1960年1月、83-87頁、ISSN 13425226、NAID 40001058502。
- 蟻田功「天然痘とその根絶宣言 (ウイルスと人間<特集>)」『遺伝』第40巻第13号、裳華房、1986年12月、p8-14、ISSN 03870022、NAID 40000130887。
- 蟻田功「院内感染症のサーベイランス」『日本医事新報』第3459巻、1990年、27-31頁、NAID 50003096194。
- 蟻田功「特集 発展途上国におけるウイルス疾患の現状と対策 1. 天然痘の根絶」『ウイルス』第43巻第1号、日本ウイルス学会、1993年、1-11頁、doi:10.2222/jsv.43.1、ISSN 0042-6857、NAID 130003708036。
- 蟻田功「感染症対策の現況と将来」『予防接種のすべて』、診断と治療社、1994年、8-15頁、NAID 10010481170。
- 蟻田功「EPIのためのワクチン供給の問題点」『臨床とウイルス』第23巻第3号、1995年6月、103-109頁、ISSN 03038092、NAID 10010481163。
- 蟻田功「WHOの天然痘根絶事業」『臨床とウイルス』第24巻第1号、1996年3月、19-29頁、ISSN 03038092、NAID 10008544434。
- 蟻田功「生物兵器としての皮膚感染症 特に天然を中心として」『日本皮膚科学会雑誌』第112巻第13号、日本皮膚科学会、2002年12月、1768-1770頁、ISSN 0021499X、NAID 10011539028。
- 蟻田功「天然痘--根絶とテロの危機 (特集 ウイルス感染症--基礎と臨床) -- (基礎)」『現代医療』第36巻第11号、現代医療社、2004年11月、2231-2236頁、ISSN 05337259、NAID 40006461407。
- 蟻田功「高価格ポリオワクチンと国際貢献」『日本医事新報』第4631号、日本医事新報社、2013年1月、25-27頁、ISSN 0385-9215、NAID 40019552475。
- 蟻田功, 武本重毅「天然痘テロは起こるか?」『公衆衛生』第77巻第6号、医学書院、2013年6月、505-508頁、ISSN 0368-5187、NAID 40019697803。

### 編著・共著
- 院内感染対策マニュアル 改訂第2版 1992
- Smallpox and Its Eradication 1989